# Фридрих фон Бранденбург (1530 – 1552)
Фридрих фон Бранденбург (на немски: Friedrich von Brandenburg; * 12 декември 1530, Берлин; † 2 октомври 1552, Халберщат) от род Хоенцолерн, е като Фридрих IV княжески архиепископ на Магдебург (1551 – 1552) и като Фридрих III княжески епископ на Халберщат (1550 – 1552).

## Живот
Той е вторият син на курфюрст Йоахим II фон Бранденбург (1505 – 1571) и първата му съпруга Магдалена Саксонска (1507 – 1534), дъщеря на херцог Георг от Саксония.
Принцът учи във Франкфурт на Одер и през 1548 г. баща му го прави епископ на Хавелберг. През 1551 г. папата го признава за архиепископ на Магдебург и следващата година и за епископ на Халберщат. За поддържане на своя двор той харчи за 25 седмичното му управление 22 000 гулдена.
Фридрих умира на 21 години. Има слухове, че е отровен. Погребан е в катедралата на Халберщат.